# Phnom Penhs internationella flygplats
Phnom Penhs internationella flygplats (IATA: PNH, ICAO: VDPP) (khmer: អាកាសយានដ្ឋានអន្តរជាតិភ្នំពេញ franska: Aéroport International de Phnom Penh), är Kambodjas största flygplats och har en yta på 400 hektar. Flygplatsen ligger 10 kilometer väster om Kambodjas huvudstad Phnom Penh. Flygplatsen har två terminalbyggnader - en för internationella flygningar och en för inrikes flygningar.